# Maledictosuchus
Maledictosuchus is een geslacht van uitgestorven carnivore, langsnavelige, bijna uitsluitend metriorhynchide crocodyliformen. Het leefde in het Midden-Jura (Midden-Callovien), ongeveer 165 miljoen jaar geleden), in wat nu West-Europa is. Het enige bekende fossiel werd ontdekt in Spanje, in Ricla in de provincie Zaragoza, Aragón. Er is slechts één soort verbonden aan het geslacht Maledictosuchus riclaensis, beschreven door Jara Parrilla-Bel, Mark Thomas Young, Miguel Moreno-Azanza en José Ignacio Canudo in 2013.

## Etymologie
De geslachtsnaam Maledictosuchus is samengesteld uit het Latijnse woord maledictus, 'verdoemd, vervloekt', en het Oudgriekse woord Soũchos, 'krokodillengod', wat letterlijk 'vervloekte krokodil' opleverde, een verwijzing naar de verschillende mislukte pogingen om de aard van dit fossiel vast te stellen, een proces dat pas voltooid werd in 2013. De soortaanduiding verwijst naar de herkomst uit Ricla.

## Ontdekking
De fossiele overblijfselen van Maledictosuchus werden door C. Gonzalbo, C. Laplana en M. Soria ontdekt in 1994 bij Ricla, in de Barranco de la Paridera, tijdens de aanleg van de AVE-spoorweg. Het stuk werd al snel befaamd in Aragón waar het de Cocodrilo de Ricla werd genoemd. Talrijke publicaties en documentaires werden aan de vondst gewijd. Het werd toegevoegd aan de collectie van het Museo Paleontológico de la Universidad de Zaragoza en geïdentificeerd als een exemplaar van het geslacht Metriorhynchus. Daarin bestond de 'vloek' vermeld in de geslachtsnaam want men liet hierom na het specimen serieus te onderzoeken waardoor het gegeven gemist werd dat het een nieuwe soort betrof. Pas in 2011 werd dat onderkend.
Het holotype is MPZ 2001/130. Het is gevonden in een laag van de Ágredaformatie. Het bestaat uit een bijna volledige schedel waarbij alleen het achterste deel van de onderkaken ontbreekt; en verder drie wervels waaronder een halswervel en een ruggenwervel. De ouderdom van de stratigrafische laag waaruit deze botten komen, is nauwkeurig gedateerd dankzij de ammonietfauna 's die ermee verbonden zijn. Het dateert uit het Midden-Callovien, meer bepaald uit de Coronatum-ammonietzone (Erymnoceras coronatum) van de submediterrane ammonietprovincie (Callovische onderverdelingen).

## Beschrijving

### Afmetingen
De schedel is vijfenvijftig centimeter lang, wat met de extrapolatiemethode van Mark T. Young en zijn collega's in 2011 zou leiden tot een totale lengte van het dier van tweehonderdvijfennegentig centimeter.

### Onderscheidende kenmerken
De beschrijvers stelden enkele onderscheidende kenmerken vast. Sommige daarvan zijn autapomorfieën, unieke afgeleide eigenschappen. Tussen de maxillaire tanden liggen putten die op de voorkant van de bovenkaakbeenderen iets naar buiten afstaan maar op de achterkant juist naar binnen. Deze putten dienen om de spitsen van de dentaire tanden te ontvangen terwijl tussen de dentaire tanden putten liggen die de maxillaire tanden ontvangen. Een dunne voorste tak van het traanbeen raakt het bovenkaakbeen en dringt het jukbeen van de fenestra preorbitalis. De oogkassen zijn langer dan de bovenste slaapvensters. Het verhemeltebeen heeft een voorste tak op de middenlijn en twee voorste takken ernaast.

### Schedel
Maledictosuchus heeft een lang rostrum zoals bij de Metriorhynchinae. Het heeft zeer veel heterodonte tanden, dertig tot drieëndertig per bovenkaakbeen en twintig tot eenentwintig per dentarium (op de onderkaak), een kenmerk dat wordt aangetroffen bij de geslachten Gracilineustes en Metriorhynchus. De tanden aan de voorkant van het bovenkaakbeen zijn zijdelings samengedrukt, terwijl hun doorsnede verder naar achteren bijna cirkelvormig is.

## Fylogenie
De fylogenetische analyse uitgevoerd door Parrilla-Bel, Young en hun team volgens de beschrijving van Maledictosuchus, plaatst het binnen de tribus Rhacheosaurini  waarbinnen het de meest basale positie inneemt.